# Marmortrappan som leder till Santa Maria in Aracoeli i Rom

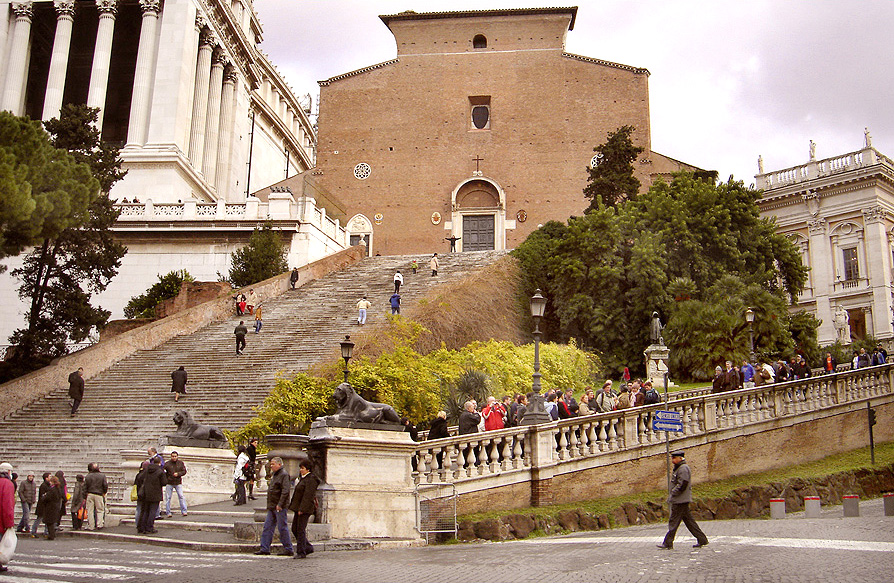
Samma plats idag.

Marmortrappan som leder till Santa Maria in Aracoeli i Rom (danska: Marmortrappen, som fører op til kirken Santa Maria in Aracoeli i Rom) är en oljemålning från 1814–1816 av den danske konstnären Christoffer Wilhelm Eckersberg (1783–1953). Målningen tillhör Statens Museum for Kunst i Köpenhamn sedan 1898. 
Målningen tillkom under Eckersbergs tre år långa vistelse i Rom. Kyrkan Santa Maria in Aracoeli uppfördes på 600-talet och ligger på Kapitolium. Eckersberg har målat motivet på förmiddagen när kyrkans osmyckade tegelfasad ännu ligger i skugga. Han har valt en låg position för att uppnå diagonala och vertikala linjer i målningen. Fokus för målningen är den anonyma, medeltida 
bebyggelsen utmed rampen vars väggar täcks av flammig och vittrande puts. Dessa byggnader revs på 1800-talet när Viktor Emanuel-monumentet uppfördes. 